# Scasiba taikanensis
Scasiba taikanensis är en fjärilsart som beskrevs av Matsumura 1931. Scasiba taikanensis ingår i släktet Scasiba och familjen glasvingar. Inga underarter finns listade i Catalogue of Life.